# ویسترتشنوویتسه
ویسترتشنوویتسه (به لاتین: Vystrčenovice) یک منطقهٔ مسکونی در جمهوری چک است که در شهرستان ییهلاوا واقع شده‌است.
 ویسترتشنوویتسه ۳٫۲۵ کیلومتر مربع مساحت و ۱۱۲ نفر جمعیت دارد و ۵۵۸ متر بالاتر از سطح دریا واقع شده‌است.